# Oakhurst (Oklahoma)
Oakhurst és una concentració de població designada pel cens dels Estats Units a l'estat d'Oklahoma. Segons el cens del 2000 tenia 2.731 habitants.

## Demografia
Segons el cens del 2000, Oakhurst tenia 2.731 habitants, 1.067 habitatges, i 767 famílies. La densitat de població era de 157,1 habitants per km².
Dels 1.067 habitatges en un 28,2% hi vivien nens de menys de 18 anys, en un 55,9% hi vivien parelles casades, en un 10,4% dones solteres, i en un 28,1% no eren unitats familiars. En el 24,7% dels habitatges hi vivien persones soles el 9% de les quals corresponia a persones de 65 anys o més que vivien soles. El nombre mitjà de persones vivint en cada habitatge era de 2,56 i el nombre mitjà de persones que vivien en cada família era de 3,04.
Per edats la població es repartia de la següent manera: un 24,6% tenia menys de 18 anys, un 7,8% entre 18 i 24, un 28,2% entre 25 i 44, un 26,4% de 45 a 60 i un 12,9% 65 anys o més.
L'edat mediana era de 38 anys. Per cada 100 dones de 18 o més anys hi havia 97,5 homes.
La renda mediana per habitatge era de 34.858 $ i la renda mediana per família de 41.104 $. Els homes tenien una renda mediana de 30.227 $ mentre que les dones 20.453 $. La renda per capita de la població era de 15.125 $. Entorn del 6,7% de les famílies i el 8,9% de la població estaven per davall del llindar de pobresa.

## Poblacions més properes
El següent diagrama mostra les poblacions més properes.